# Royal York (Toronto Subway)

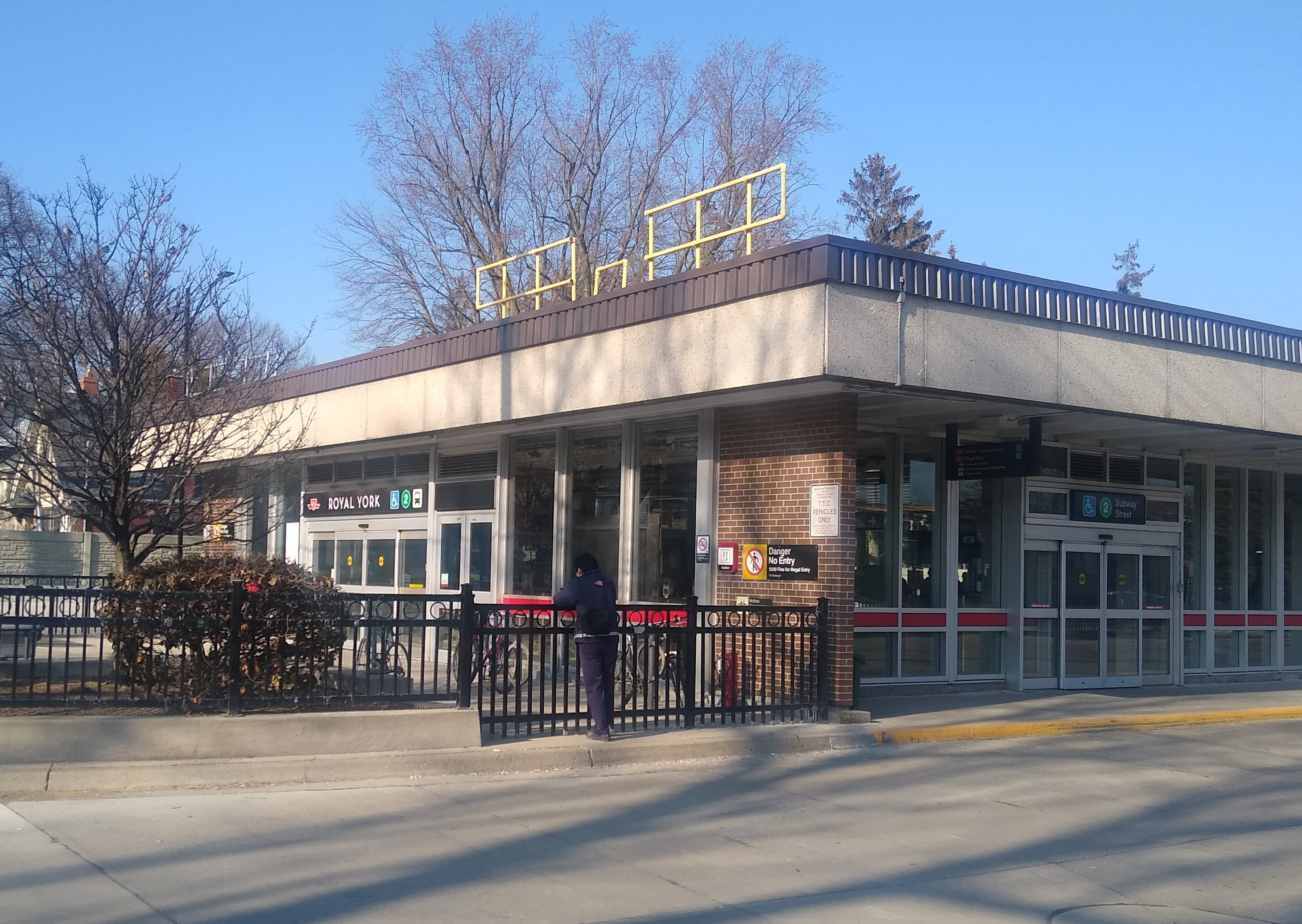
Eingang zur Station Royal York

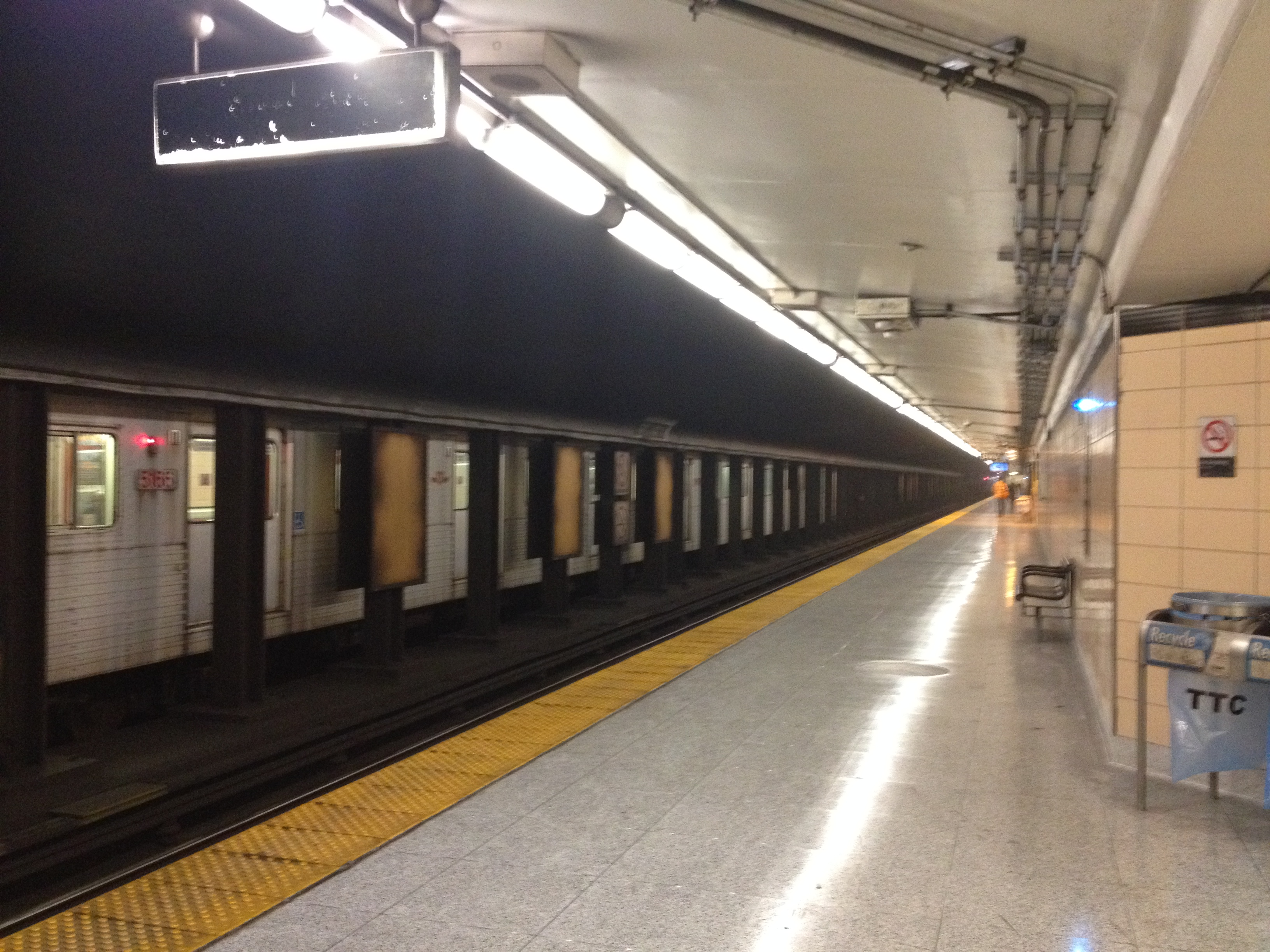
Bahnsteig

Royal York ist eine unterirdische U-Bahn-Station in Toronto. Sie liegt an der Bloor-Danforth-Linie der Toronto Subway, an der Kreuzung von Bloor Street und Royal York Road. Die Station besitzt Seitenbahnsteige und wird täglich von durchschnittlich 22.800 Fahrgästen genutzt (2018).
Es bestehen Umsteigemöglichkeiten zu vier Buslinien der Toronto Transit Commission (TTC). Westlich von Royal York verläuft die Strecke kurz oberirdisch, da dort der Mimico Creek auf einer Brücke überquert wird. Die Eröffnung der Station erfolgte am 10. Mai 1968, zusammen mit dem Abschnitt Keele – Islington. In den ersten Planungen war Royal York noch gar nicht enthalten: Im Zentrum der damals noch eigenständigen Stadt Etobicoke waren Stationen am Prince Edward Drive und an der Montgomery Road vorgesehen (400 Meter östlich bzw. 200 Meter westlich gelegen). Es fiel dann jedoch der Beschluss, nur eine Station an der dazwischen liegenden Royal York Road zu bauen, um das Geschäftsviertel Kingsway besser erschließen zu können. Von Mitte 2017 bis Dezember 2019 ließ die TTC die Station modernisieren und im Sinne der Barrierefreiheit umbauen. Die Maßnahmen umfassten unter anderem den Einbau von drei Aufzügen.